# Gogo's Crazy Bones
Gogo's Crazy Bones, eller bara Gogo's, är små plastfiguriner producerade av det Spanska företaget Magic Box Int. och PPI Worldwide Group. Gogo's var ett populärt samlarobjekt från slutet av 1990-talet till mitten av 2000-talet, där figurerna också användes inom en rad olika, enkla spel. Att vinna ett sådant spel innebar ofta att man vann den Gogo som förloraren hade spelat.
Gemensamt för samtliga Gogo's är att de har ansikten, även de som föreställer föremål såsom frukter eller möbler.

## Generationer
1. Gogo's – 60 olika figurer med ansikten av olika personligheter.
2. Things – En fortsättning på föregående serie med ytterligare 60 olika figurer. Temat är föremål; allt från frukter till möbler.
3. Sports – 40 olika figurer med fotbollstema.
4. Aliens – 60 olika figurer med alientema, varav 40 goda och 20 onda. Gemensamt för dessa var att ögonen kunde lysa i mörker.
5. Mutants – Muterade varianter av 20 av den första generationens figurer.

## Spel
Följande är några av de officiella spelreglerna för Gogo's.
- Traditional – Varje spelare kastar upp en Gogo i luften och får olika poäng beroende på hur den landar; stående ger 5 poäng, på sidan ger 2 poäng, ansiktet uppåt ger 1 poäng och ansiktet neråt ger 0 poäng.
- On the Line – Rita ett rakt streck på marken. Varje spelare kastar (ej rullar) en Gogo mot strecket och den som hamnar närmast vinner.
- Battle – Två spelare ställer upp sex till sju Gogo's på rad mot varandra med cirka sex fots avstånd. Därefter turas varje spelare om att knäppa ner en av sina Gogo's med fingret för att försöka träffa och välta ner motståndarens Gogo's. Vinnaren är den som först välter ner den andres Gogo's medan han/hon fortfarande har minst en kvar stående. (Spelet påminner i sin uppbyggnad om kubb.)